# Grégory Coupet
Grégory Coupet (Le Puy-en-Velay, 31 december 1972) is een voormalig Frans voetballer die speelde als doelman. Hij beëindigde na het seizoen 2010/11 zijn loopbaan als voetballer, waarin hij uitkwam voor Paris Saint-Germain. Eerder speelde hij voor Saint-Étienne, Olympique Lyonnais en Atlético Madrid.

## Clubcarrière
Coupet stapte met Saint-Étienne het betaalde voetbal binnen, waarvoor hij zijn eerste wedstrijd speelde in maart 1994. In 1997 stapte hij over naar aartsrivaal Olympique Lyonnais. Bij Olympique Lyonnais kende Coupet een succesvol verblijf; de club werd vijf keer op rij landskampioen en de club boekte goede resultaten in de UEFA Champions League, met als hoogtepunt de kwartfinale in 2005 en 2006. Met Lyon werd Coupet jarenlang gezien als een van de betere doelmannen van Europa; in 2005 eindigde hij op de vierde plaats voor de "World's Best Goalkeeper Award". Diverse topclubs hadden interesse in Coupet, waaronder Arsenal en Rangers. Coupet gaf vlak voor de zomer van 2008 aan in de herfst van zijn carrière zijn loopbaan te willen voortzetten in het buitenland; na goed overleg vertrok Coupet. Tottenham Hotspur leek zijn nieuwe club te gaan worden, maar uiteindelijk vertrok hij naar Atlético Madrid. Na een jaar in Madrid (waar hij geen basisplaats wist te veroveren) vertrok hij naar Parijs om Mickaël Landreau op te volgen in het team van Paris Saint-Germain. In 2011 beëindigde hij zijn carrière als profvoetballer.

## Interlandcarrière
Op 1 juni 2001 maakte Coupet zijn debuut voor Frankrijk tijdens de FIFA Confederations Cup tegen Australië. Toch bleef Coupet bij Frankrijk een lange tijd de tweede doelman achter Fabien Barthez, zo ook op het WK 2002. Tijdens de kwalificatiewedstrijden voor het WK 2006 startte Coupet zes van de tien wedstrijden in de basis. Uiteindelijk besloot bondscoach Raymond Domenech Fabien Barthez tijdens het WK toch in de basis te zetten. Naast een groot teleurstelling voor Coupet bleek uit een peiling dat ook 80 procent van de Fransen vond dat Coupet eerste keuze moest zijn. Coupet zat wel in de selectie voor het WK 2006, dat uiteindelijk de finale bereikte, maar Coupet kwam niet in actie.
Nadat Fabien Barthez in augustus 2006 aangekondigde te stoppen, werd Coupet de vaste doelman bij Frankrijk. Steve Mandanda verdrong hem vervolgens weer uit de basis. Coupet speelde in totaal 34 interlands. Tijdens het WK 2010 moest hij genoegen nemen met een status als derde doelman. Het toernooi verliep vervolgens niet vlekkeloos voor Frankrijk en op 1 juli 2010 verklaarde hij dan ook dat hij stopte als international.

## Erelijst
Als speler
 Olympique Lyon
- Division/Ligue 1: 2001/02, 2002/03, 2003/04, 2004/05, 2005/06, 2006/07, 2007/08
- Coupe de France: 2007/08
- Coupe de la Ligue: 2000/01
- Trophée des Champions: 2002, 2003, 2004, 2005, 2007
- UEFA Intertoto Cup: 1997

 Paris Saint-Germain
- Coupe de France: 2009/10

 Frankrijk
- FIFA Confederations Cup: 2001, 2003

Individueel als speler
- Ligue 1 Doelman van het Jaar: 2002/03, 2003/04, 2004/05, 2005/06
- Ligue 1 Team van het Jaar: 2002/03, 2003/04, 2004/05, 2005/06